# Тротта, Маргарета фон
Ма́ргарета фон Тро́тта (нем. Margarethe von Trotta; род. 21 февраля 1942, Берлин) — немецкий режиссёр, актриса и сценаристка, одна из представителей нового немецкого кино.

## Биография
Родилась 21 февраля 1942 года в Берлине. Отец Тротты — художник Альфред Ролофф, её мать, Элизабет фон Тротта, родом из старинного немецкого остзейского дворянства, родилась в Москве. После войны Маргарета фон Тротта переехала с матерью в Дюссельдорф. После окончания средней школы два года посещала коммерческое училище и несколько месяцев работала в бюро. Затем отправилась в Париж, познакомилась там с некоторыми кинематографистами и участвовала в съемках нескольких короткометражных фильмов.
В начале 1960-х вернулась в Дюссельдорф, продолжила своё образование, изучала искусство, затем — германистику и романистику в Мюнхене и Париже. Параллельно посещала в Мюнхене актёрскую школу. В 1964 году её приняли в актёрскую труппу театра в Динкельсбюле. В 1965 году играла в Театре Старого города в Штутгарте. В 1969—1970 годах была в труппе Маленького театра у Зоологического сада во Франкфурте-на-Майне.
С 1967 года Маргарета фон Тротта снималась в кино и на телевидении, прежде всего в фильмах Фолькера Шлёндорфа, Райнера Вернера Фассбиндера («Боги чумы») и Герберта Ахтернбуша. С 1970 года принимала участие в написании сценариев фильмов Шлёндорфа.
В 1975 году вместе со Шлёндорфом выступила в качестве сорежиссёра фильма «Потерянная честь Катарины Блюм», сценарий которого они написали по одноимённой повести Генриха Бёлля.
С 1977 года фон Тротта самостоятельно занимается режиссурой. Её третий фильм «Свинцовые времена» (1981), основанный на жизни Гудрун Энслин и её сестры Кристианы, принес ей международное признание.
В 1964—1969 годах была замужем за редактором Юргеном Мёллером, от которого родила сына Феликса. В 1971—1991 годах была замужем за Фолькером Шлёндорфом.
В 2001 году фон Тротта была председательницей жюри XXIII Московского международного кинофестиваля.
Проживает в Париже. Является активным членом СДПГ.
В 1981 году ее фильм «Свинцовые времена» выиграл «Золотого льва» Венеции, в 2022-м заслуги фон Тротты были отмечены почетным призом Европейской киноакадемии. 

## Фильмография

### Режиссёр
- 1975 — Потерянная честь Катарины Блюм / Verlorene Ehre der Katharina Blum
- 1978 — Второе пробуждение Кристы Клагес / Das zweite Erwachen der Christa Klages
- 1979 — Сестры, или Баланс счастья / Schwestern oder die Balance des Glücks
- 1981 — Свинцовые времена / Die bleierne Zeit
- 1983 — Чистое безумие / Heller Wahn
- 1986 — Роза Люксембург / Rosa Luxemburg
- 1987 — Феликс / Felix
- 1988 — Страх и любовь / Fürchten und Lieben
- 1990 — Возвращение / Die Rückkehr
- 1993 — Время гнева / Zeit des Zorns
- 1995 — Обещание / Das Versprechen
- 1997 — Зимний ребенок / Winterkind (ТВ)
- 1998 — В пятьдесят мужчины целуют по-другому / Mit fünfzig küssen Männer anders (ТВ)
- 1999 — Тёмные дни / Dunkle Tage (ТВ)
- 2000 — Юбилеи. Из жизни Гезины Грессфаль / Jahrestage. Aus dem Leben von Gesine Cressphal (ТВ)
- 2003 — Розенштрассе / Rosenstrasse
- 2004 — Другая женщина / Die andere Frau (ТВ)
- 2006 — Я другая / Ich bin die Andere
- 2007 — Место преступления: Среди нас / Tatort: Unter uns (ТВ)
- 2009 — Видения — из жизни Хильдегарды фон Бинген / Vision — Aus dem Leben der Hildegard von Bingen
- 2012 — Ханна Арендт / Hannah Arendt
- 2018 — В поисках Бергмана / Auf der Suche nach Ingmar Bergman
- 2023 — Объясни мне, любовь

### Актриса
- 1970 — Боги чумы / Götter der Pest — Маргарета
- 1971 — Предостережение от святой проститутки / Warnung vor einer heiligen Nutte — секретарь